# شهرستان برادلی (آرکانزاس)
شهرستان برادلی، آرکانزاس (به انگلیسی: Bradley County, Arkansas) شهرستانی در ایالات متحده آمریکا است که در آرکانزاس واقع شده‌است.

## خصوصیات
شهرستان برادلی ۱٬۶۹۱٫۲۷ کیلومترمربع مساحت دارد.